# Glycobacteria
Glycobacteria je jedna z taxonomických skupin bakterií navržená Cavalier-Smithem v roce 1998 jako infraříše. Kmeny zařazované do této skupiny mají na povrchu buněčné stěny lipopolysacharidy (proto název).
Do této skupiny se řadí podle autora všechny bakterie kromě kmenů Chloroflexi a Deinococcus-Thermus.